# Звучна небна проходна съгласна
Звучната небна проходна съгласна е вид съгласен звук, използван в някои говорими езици. В Международната фонетична азбука той се отбелязва със символа ʝ. Има сходство с българския звук, обозначаван с „ж“, но със значително по-задно и нешипящо учленение.
Звучната небна проходна съгласна се използва в езици като шведски (jord, [ʝɯᵝːɖ]), испански (sayo, [ˈsäʝo̞]), немски (Jacke, [ˈʝäkə]), нидерландски (ja, [ʝaː]).